# Pietro Geranzani
Pietro Geranzani von Ende (Londra, 3 dicembre 1964) è un pittore italiano con cittadinanza britannica.

## Biografia
Pietro Geranzani von Ende ha studiato all'Accademia Ligustica di Belle Arti a Genova diretta da Gianfranco Bruno. Dedito da sempre al disegno e alla pittura, dalle influenze neoespressioniste degli esordi negli anni Ottanta, oggi predilige una pittura simbolista che rielabora varie iconografie, dal classicismo all’arte primitiva, denunciando i terrorismi e le atrocità della guerra attraverso una visione derisoria drammatica, atterrita della condizione umana. Dai primi anni Duemila inizia la sperimentazione nel campo della videoarte, realizzando corto e mediometraggi. Da sempre appassionato delle Wunderkammer, spesso ne utilizza i contenuti e le immagini come fonte di ispirazione per i suoi soggetti componendo figure polimorfiche e polisemiche.

## Mostre
Nel 1998 espone sei dipinti di grandi dimensioni in Genua-Berlin, Drei Maler aus Genua in Berlin a Berlino nella Sankt Matthäuskirche. L'anno seguente vince il Premio Duchessa di Galliera e nel 2003 è invitato a esporre nella mostra Fuori contesto. Viaggio intorno all’opera alla Galleria d'Arte Moderna di Genova, Raccolte Frugone Villa Grimaldi Fassio.
Nel 2005 Vittorio Sgarbi lo invita a partecipare alla mostra Il Male - Esercizi di Pittura Crudele, ospitata nel 2005 alla Palazzina di Caccia di Stupinigi a Torino e nel 2008 presso il Municipio di Zurigo prende parte a Menschenbilder im Stadthaus Zürich.
Del 2009 è la personale Ombre Ammonitrici al Palazzo Ducale di Genova in occasione della Giornata della Memoria mentre nel 2010 partecipa alla collettiva Terzo Rinascimento al Palazzo Ducale di Urbino.
Nel 2011 partecipa alla Biennale di Venezia (Padiglione Italia, presso l'Arsenale). Espone anche all'evento collaterale Lo Stato dell'Arte - Liguria, organizzato dalla Biennale a Genova. Nello stesso anno due sue opere sono esposte al Premio d'Arte Duchessa di Galliera, 2011-1956.
Nel 2017 il quadro l'Esplosione dell'Uovo Cosmico viene esposto nella Chiesa San Raffaele di Milano e nel 2018 nella Chiesa di San Tiburzio a Parma, per la rassegna Parma 360. Festival della creatività contemporanea.
Nel 2023 espone settanta opere nella mostra Pietro Geranzani: dipinti – con una sezione dedicata a Martin Disler (Exitus e lavori milanesi, tributo a Giovanni Testori), Centro Culturale Il Rivellino, Locarno.
Nel 2025 espone il grande trittico Anteguerra - wo alles zu Ende ist, sul tema della guerra accompagnato da venti disegni preparatori a Palazzo Citterio a Milano

## Opere in musei e collezioni
L'opera Ombra Ammonitrice II è conservata nel Museo di Villa Croce a Genova.
Atta-llah nel Paradiso dei Martiri Galleria d'Arte Moderna di Genova.
Hey Tiki MART Museo di Arte Moderna e Contemporanea di Trento e Rovereto